# 圣叙普莱
圣叙普莱（法語：Saint-Supplet，法語發音：[sɛ̃ syplɛ]）是法国默尔特-摩泽尔省的一个市镇，位于该省西北部，属于布里埃区。

## 地理
圣叙普莱（49°22'54"N, 5°44'5"E）面积7.43 平方千米，位于法国大東部大區默尔特-摩泽尔省，该省份为法国东北部内陆省份，是洛林的一部分，北邻比利时、卢森堡，北起顺时针与摩泽尔省、下莱茵省、孚日省和默兹省接壤。
与圣叙普莱接壤的市镇（或旧市镇、城区）包括：下梅尔西、克西夫里-锡尔库尔、昂德旺皮埃尔蓬、圣皮埃尔维莱、斯潘库尔。

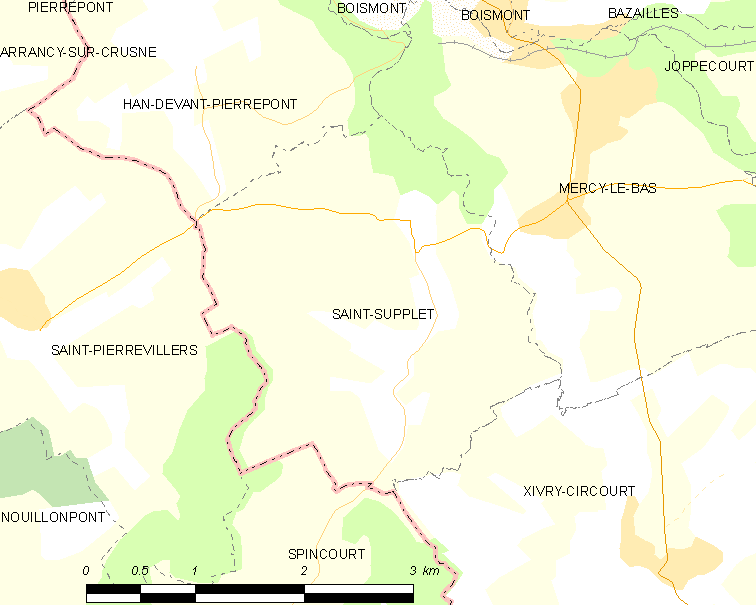
圣叙普莱的OSM定位图

圣叙普莱的时区为UTC+01:00、UTC+02:00（夏令时）。

## 行政
圣叙普莱的邮政编码为54620，INSEE市镇编码为54489。

## 政治
圣叙普莱所属的省级选区为蒙圣马丹县。

## 人口

1962-2008年间圣叙普莱人口变化图示

圣叙普莱于2022年1月1日时的人口数量为151人。